# Neonesthes capensis
Neonesthes capensis is een straalvinnige vissensoort uit de familie van Stomiidae. De wetenschappelijke naam van de soort is voor het eerst geldig gepubliceerd in 1924 door Gilchrist & Von Bonde.